# Dualisme

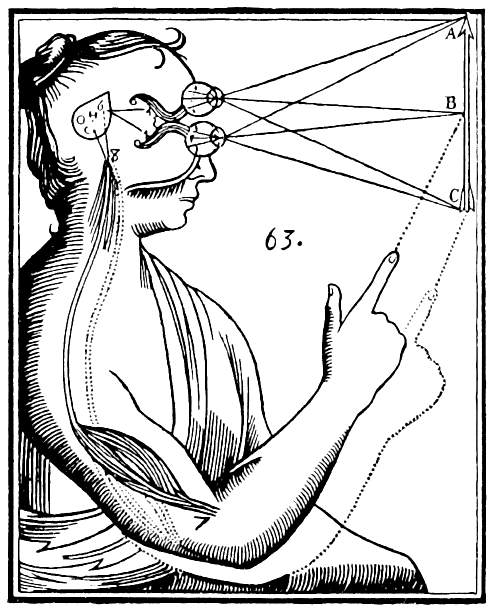
Representació del dualisme per René Descartes. Els inputs es transmeten pels òrgans sensorials de l'epífisis al cervell i des d'allà a l'esperit immaterial.

El dualisme és una sèrie de concepcions religioses, epistemològiques o filosòfiques que consideren que l'home o l'univers està constituït «per dos elements independents i irreductibles entre ells com ara, l’esperit i la matèria, l'ànima i el cos», el bé i el mal, la natura i la cultura. El dualisme s'oposa al monisme, que considera que tot es pot explicar per les lleis de la natura (materialisme) o bé que tot és producte de la ment. El dualisme es pot considerar com un problema de la llengua: moltes paraules tenen el seu oposat, blanc-negre, viu-mort, res-no res i aleshores es posa la qüestió si l'oposat lingüísticament possible de qualsevol qualitat, també existeix en la realitat.
El terme filosòfic va ser encunyat pel filòsof alemany Christian Wolff (1679-1754) al seu llibre Psychologia rationalis del 1737:
| «                                                         | Dualistae sunt, qui & substantiarum materialium, & immaterialium existentiam admittunt, hoc est, & corporibus realem extra ideas animarum existentiam concedunt, & animarum immatarialitatem defendunt. Communem esse hanc sententiam, quae inter nos obtinet, nemo ignorat ut Dualismus sit dominans & Monismus ideo exosus habeatur. A qua part stet veritas, ex sequentibus patebit. | Són dualistes els que admeten l'existència tant de substàncies materials com immaterials, és a dir, atorguen als cossos l'existència real de les ànimes fora de les idees, i defensen la immaterialitat de les ànimes. Ningú ignora que aquesta és una opinió comuna, que impera entre nosaltres, que el dualisme és dominant i que, per tant, el monisme es considera avorrible. De quin costat està la veritat, quedarà clar a partir del que segueix. | » |
| — Christian Wolff, Psychologia rationalis, edició de 1740 | | |   |

La teologia, la filosofia i la psicologia cerquen tots tres a donar un sentit i una explicació de l'activitat mental de l'humà. El límit en la recerca no és tan clar, com ho és per exemple en les ciències naturals. Sovint anteriors conceptes filosòfics o teològics sobreviuen en les teories neurocientífiques, sense clarificar amb rigor científic. Cap del tres no pot pretendre que l'estudi d'aquesta qüestió sigui el seu monopoli.

## Dualisme religiós
Certes religions dualistes parlen d'una divinitat masculina i una femenina o bé d'un déu benigne i un maligne. El maniqueisme és una de les filosofies que defensa aquesta tesi.
El dualisme religiós apareix a molts pobles antics, com Xina i Egipte, però especialment a Pèrsia. La religió, impulsada i reformada per Zaratustra vers el segle vi aC., estableix un principi diví del bé, Ormuz o Ahura Mazda, i un altre del mal, Ahriman. Aquestes formes de dualisme es troben després en l'orfisme (vers el segle vi aC.), en el gnosticisme (segle ii aC.), en el maniqueisme, en la doctrina gnòstica-maniquea de Priscil·lià, i j a en l'edat mitjana, en els bogomils, albigesos i càtars. La teoria de Priscil·lià és la més influent d'aquestes doctrines, després del mazdeisme de Zaratustra.
Tot i refusar el dualisme de dues forces o déus, teològicament monista, l'Església catòlica i molts corrents protestants continuen les idees platòniques del dualisme cos (dolent) i ànima (bona). Aquest dualisme cristià d'ànima bona d'un costat matèria i cos mals, va conduir a un menyspreu pregon per al cos, la sexualitat i la dona que com Eva, ha conduït Adam al pecat. Segons Lluís Serra i Llansana, la visió negativa del cos ha estat una constant històrica, que ha contaminat el cristianisme. Refusen la idea que hi ha dos poders, com que en llur concepte només hi ha un déu. Segons Tomàs d'Aquino, el mal no és una força sui generis, però és l'absència del bo, igual com les tenebres són l'absència de llum. El «mal» és doncs l'absència de deu. Tot i fer una distinció dualista entre cos i ànima, segons el catolicisme, la separació de l'ànima del cos quan morim és temporani i a la fi del món, hi hauria una «resurrecció de la carn».
En línies generals, les religions dualistes coincideixen en els següents trets: El principi del bé és identificat amb la llum i l'esperit; el principi del mal amb les tenebres i la matèria, o amb el diable o dimoni (maniqueisme). La matèria és, doncs, dolenta, i principi del mal; o bé creada per un demiürg diferent del Déu bo (gnosticisme de Marció), o pel diable, principi del mal (Priscil·lià) rigorista i extrema; o bé justifiquen la relaxació: perquè no és possible resistir al principi del mal que inclina a pecar, i és aquest principi, no la persona, el responsable del pecat.

## Dualisme filosòfic
El dualisme filosòfic intenta explicar la diferència entre d'un costat el món físic i els fenòmens ben reals, però «immaterials» que són el pensament, l'emoció, i per exemple que passa quan morim amb tots aquests continguts immaterials. Posa la qüestió és d'on venen, quan naixen aquest fenòmens i què passa quan el substrat material mor? Posa la qüestió de la ment, l'ànima, psique o raó, per donar-ne les denominacions més corrents. Què és aquest fenomen que sembla ben real, però sembla escapar als mètodes científics de la física. Tot i que les neurociències han progressat molt i comprenen cada dia més com funciona els substrats cerebrals i neuronals, encara no se sap quan i com surt la consciència. Sabem que para com totes les altres funcions, quan el cos mor. Aleshores intervé el dualisme religiós, que pretén que l'ànima sobrevisqui o es reencarni.
Plató (segle iv aC), amb la seva teoria del món de les idees i el món real, és un dels primers filòsofs dualistes del qual tenim constància escrita, per les seves idees s'inscriuen en la tradició òrfico-pitagòrica. Plató que continua els conceptes anteriors –dels quals només ens queden fragments dels escrits– i desenvolupa la teoria que l'ànima eterna era «presonera» d'un cos temporal del qual només podria alliberar-se per la mort, quan torna al món ideal i immaterial. Considera el cos com la presó de l'ànima.
René Descartes (1596-1650) cerca resoldre el problema tot aplicant-hi la seva méthode científica. Va dir que hi havia dues idees clares i distintes, que no es poden reduir: la cosa extensa (res extensa) i la cosa pensant (res cogitans). Contràriament als teòlegs cristians que veuen el cos i l'ànima com dos antagonistes, un de dolent i un de bo, formen una unitat indestriable, l'u no existeix sense l'altre: «l'ànima està conjuntament unida a totes les parts del cos», però no són pas el mateix. Fa la hipòtesi que en el cervell hi ha una «petita glàndula» que serveix de pont entre el cos i l'ànima.
El dualisme de propietats és un altre intent de resoldre la paradoxa entre monisme i dualisme, en pretendre que l'humà està fet només d'una substància única i es destaca de les dues substàncies de Descartes. Aquesta única substància tindria alhora propietats de dues menes: materials i immaterials, que es poden influir recíprocament. Seria una solució més científica que el dualisme de Descartes, que té una dimensió religiosa i també permetria de distanciar-se del materialisme a ultrança.

## Dualisme en la psicologia i les neurociències
René Descartes ja va posar el problema del pont entre el cos i l'ànima i va imaginar una hipotètica «petita glàndula» al cervell que tindria aquesta funció. La qüestió continua fascinant cercadors. Tot i que la neuropsicologia i les neurociències han fet un progrés enorme en les últimes dècades, encara no s'ha resolt:
| «                   | …of all of the scientific mysteries confronting our inquisitive species, none is more profound or challenging than understanding how the tangible brain can give rise to intangible thought… | …de tots els misteris científics als quals s'enfronta la nostra espècie curiosa, cap és més profund o desafiant que comprendre com el cervell tangible pot donar lloc al pensament intangible… | » |
| — William R. Uttal, | | |   |

El neuropsicòleg William R. Uttal (1931-2017) argumenta que gran part de la psicologia cognitiva moderna es basa en un criptodualisme: la idea que la ment i el cervell es poden considerar com a dues entitats independents. Aquest dualisme implícit impregna tant de la societat que influeix de manera encoberta en molts aspectes de la ciència moderna, especialment la psicologia. S'accepten massa fàcilment com una realitat, sense posar prou qüestions sobre el com i el què. La psicologia científica aspira a un estatut científic igual que les ciències naturals, però encara no ha pogut fer sortir la teologia i la filosofia del seu camp de recerca.

## Dualisme jurídic
Hi ha una teoria que veu dos principis en el dret internacional. D'un costat el monisme jurídic que considera que hi ha només un dret, i que el dret internacional, per exemple un tractat signat per un país, automàticament hi vigeix. Una concepció dualista pretén que hi ha una diferència entre el dret nacional i l'internacional i exigeixen la transposició del segon al primer. Segons els dualistes, els jutges nacionals mai apliquen el dret internacional, només el dret internacional que s'ha traduït al dret nacional. La teoria monista ho troba desitjable i prioritari que hi hagi un ordre jurídic internacional formal per establir l'estat de dret entre les nacions, mentre que la teoria dualista prioritza les nocions d'autodeterminació individual i sobirania en l'àmbit estatal.
Si la distinció teòrica permet de classificar sistemes jurídics, en els fets no hi ha una divisió de blanc i negre. Els estats de la Unió Europea, tenen l'obligació de transposar en el dret nacional, les regulacions, decisions i directives. Hi ha un període de transició que dona temps als estats a adaptar-se i un ciutadà europeu o una persona jurídica obté drets, per bé que l'estat encara no ha transposat o no ho ha transposat correctament. Segons els tractats de la Unió, el dret europeu té prioritat sobre el dret nacional i podem parlar de monisme jurídic, però en el període de transició hi ha un dualisme jurídic de facto.